# Rosie Reyes
Rosa Maria Reyes-Darmon (Mexico-Stad, 23 maart 1939 – aldaar, 4 januari 2024)  was een tennisspeelster uit Frankrijk. Reyes werd in Mexico geboren, en trouwde op 28 januari 1960 met de Fransman Pierre Darmon. In 1968 nam ze met Julie Heldman voor Frankrijk deel aan de Olympische Zomerspelen in Mexico, waar het een demonstratiesport was.
Samen met landgenote Yola Ramírez won Reyes in 1958 het dubbelspeltoernooi van Roland Garros.
Tussen 1968 en 1976 speelde Darmon voor Frankrijk 15 partijen op de Fed Cup.
Reyes overleed op 84-jarige leeftijd op 4 januari 2024 aan een longziekte.